# Daniel Espinosa
Jorge Daniel Espinosa, född 23 mars 1977 i Trångsund, Stockholms län, är en svensk regissör.

## Biografi
Daniel Espinosas föräldrar kom till Sverige i mitten på 1970-talet efter att ha lämnat Chile efter Pinochets militärkupp 1973. De hade båda varit involverade i motståndet mot diktatorn. Daniel Espinosa föddes i Stockholm och han har nio syskon. Efter ett par år i lämnade familjen Sverige och flyttade då mellan olika afrikanska länder. Föräldrarna separerade sedan och modern återvände med Daniel till Sverige.
Espinosa växte upp i Skogås i Huddinge kommun. Uppväxten var stökig och när han var 17 år dömdes han för grov misshandel, hemfridsbrott och stöld till två år i ungdomsfängelse. Hans mor såg till att han fick gå till psykologer som menade att ungdomshem inte skulle vara gynnsamt för honom. Espinosa har förklarat att domstolen då beslutade att han, som ett slags socialt experiment, istället skulle skickas till Sigtunaskolan, ett av Sveriges ledande internat. På Sigtunaskolan insåg han att han var duktig på gestaltning och att berätta historier.
Espinosa utexaminerades från Den Danske Filmskole i Köpenhamn 2003. Han långfilmsdebuterade som regissör 2004 med Babylonsjukan. Det stora genombrottet kom 2010 med Snabba Cash (2010). Snabba Cash sågs av över 600 000 biobesökare i Sverige. Hans första internationella produktion, Safe House, med Denzel Washington i huvudrollen, hade premiär i början av 2012 och gick in direkt som tvåa på amerikanska biotoppen. År 2015 kom nästa Hollywoodproduktion: Child 44 med Noomi Rapace, Tom Hardy, Joel Kinnaman och Gary Oldman i rollerna. År 2022 kom Marvelfilmen Morbius med Jared Leto i titelrollen. Efter flera internationella produktioner gjorde Espinosa 2024 den svenska Netflixserien Helikopterrånet.

### Privatliv
Espinosa var mellan 2009 och 2015 gift med läkaren Nina Milerad. Han är gift med Gabriella Borbély, även känd som DJ Bella Boo, och tillsammans har de en dotter född 2015.

## Filmografi
- 2000 – Jalla! Jalla! (inspelningsassistent)
- 2000 – Firekid (produktionsassistent)
- 2002 – Kom då! (inspelningsledare)
- 2002 – Morfars Big Bang (produktionsassistent)
- 2003 – Bokseren (regi och manus)
- 2004 – Babylonsjukan (regi)
- 2007 – Outside Love (regi)
- 2009 – Snabba Cash (regi)
- 2010 – Den fördömde (regi)
- 2012 – Safe House (regi)
- 2015 – Child 44 (regi)
- 2017 – Life (regi)
- 2022 – Morbius (regi)
- 2024 – Madame Luna (regi och manus)
- 2024 – Helikopterrånet (TV-serie) (regi)